# Django Nudo und die lüsternen Mädchen von Porno Hill
Django Nudo und die lüsternen Mädchen von Porno Hill, im englischen Original Brand of Shame, ist ein Grindhouse-Western von Byron Mabe aus dem Jahr 1968, der im deutschsprachigen Raum vor allem für seine über das Originaldrehbuch hinausgehende Synchronisation bekannt ist.

## Handlung
Bei seinem Tod hinterlässt Loki Quark seiner Tochter, der Lehrerin Lilly Milly Quark eine Landkarte mit der eingezeichneten Lage einer ihm gehörenden Goldmine. Sie reist per Kutsche zum Dörfchen Porno Hill, in dessen Nähe sich die Goldmine vermutlich befindet. Während der Kutschfahrt lernt sie den Cowboy Steve Turner kennen, der ihr seinen Schutz anbietet. In Porno Hill angekommen sieht sich Quark mit zahlreichen Personen konfrontiert, die die Goldmine an sich bringen wollen, allen voran die lokale Bordellbetreiberin Miss Mollie und der Revolverheld Hacker. Versuche der beiden, Quark die Landkarte zu stehlen, schlagen fehl. Als sich Turner und Hill auf den Weg zur Mine machen, verfolgt sie ein Handlanger Hackers und stiehlt unterwegs ihre Pferde, so dass sie unverrichteter Dinge zurück ins Dorf müssen. Hacker entführt und foltert Quark, um ihr die Position der Mine zu entlocken. Turner kann sie retten und mit Quarks Hilfe Hacker ausschalten. Zum Schluss finden beide die Mine.

## Entstehungsgeschichte
David F. Friedman gilt zusammen mit Herschell Gordon Lewis als Erfinder des Gore-Genres. Er produzierte zuvor Gore-Filme wie Blood Feast oder Two Thousand Maniacs! sowie Sex-Klamotten wie Robin Hood und seine lüsternen Mädchen, die sich allesamt durch schnelle und günstige Produktion auszeichneten und heutzutage dem Trashfilm zugerechnet werden. Die meisten Darsteller und einige Mitglieder der Brand of Shame-Filmcrew wurden in den Credits unter Pseudonym gelistet, so fungierte der Kameramann z. B. unter dem Pseudonym „I.M. Blind“ (deutsch: „ich bin blind“).

### Besetzung
| Rolle (Originalfassung) | Rolle (deutsche Fassung) | Darsteller        | Pseudonym           | deutscher Sprecher |
| ----------------------- | ------------------------ | ----------------- | ------------------- | ------------------ |
| Steve Turner            | Django                   | Steve Allen       | Steve Stunning      | Andreas Mannkopff  |
| Rachel Clark            | Lilly Milly Quark        | Samantha Scott    | Donna Duzzit        | Renate Küster      |
| Miss Mollie             | Miss Mollie              | Marsha Jordan     | Vanessa van Dyke    | Edith Hancke       |
| Craig Benson            | Hacker                   | Steve Vincent     | Bart Black          | Joachim Kemmer     |
| Delilah                 | Delilah                  | Cara Peters       | Paula Pleasure      |                    |
| Stella                  | Sternchen                | Lynn Hall         | Darlene Darling     | Beate Hasenau      |
|                         |                          |                   | Renate Please       |                    |
|                         | Rosenkohl                |                   | Vic Sav             | Gerd Duwner        |
|                         | Güldenstern              | Byron Mabe        | Ronnie Runningboard |                    |
| Kutscher                | Kutscher                 | David F. Friedman |                     | Gerd Holtenau      |
| Joe Perkins             | Joe Perkins              |                   | Red Rivers          | Alexander Welbat   |
|                         | Bumsi                    |                   |                     | Ingrid van Bergen  |
| Raphael Britten         | Bumso                    |                   |                     | Hans-Helmut Müller |

### Deutsche Synchronisation
Die deutschen Verleihrechte wurden 1970 vom Schweizer Produzenten Erwin C. Dietrich erworben. Um das Filmmaterial aufzuwerten, ließ Dietrich einige zusätzliche Szenen drehen, die optisch nicht zum Rest des Films passten und eine bessere Qualität als das Original hatten, ferner ließ er Walter Baumgartner einen neuen Titeltrack komponieren, stattete einzelne Szenen mit neuer Hintergrundmusik aus und setzte auf eine über eine reine Übersetzung hinausgehende Synchronisation. Mit letzterer wurde das renommierte Tonstudio Berliner Synchron beauftragt. Der Name „Django“ für die Hauptfigur Steve Turner, der im Original nicht vorkommt und auf dem populären Western Django von 1966 fußt, wurde erst mit der deutschen Synchronisation eingeführt. Auch andere Charaktere wurden umbenannt: Rachel Clark heißt in der deutschen Fassung Lilly Quark.
Eine Veröffentlichung auf DVD erfolgte im Mai 2013 im Rahmen der Serie „Cinema Treasures“, zusammen mit einem Audiokommentar von Christian Keßler und Heinz Klett.

## Rezeption
Martin Beck beurteilte auf Kino-Zeit.de das englischsprachige Original Brand of Shame als „dilettantisch“ und „laschen Low-Budget-Käse“ sowie die Regiearbeit von Mabe als „talentfreie Inszenierung“. Die deutsche Synchronisierung bezeichnete er hingegen als „dadaistisch“ und „Fips Asmussen auf Crack“ und konstatierte, dass durch die Synchronisierung ein „fader Westernschrott“ zu einer „komödiantischen Perle“ wurde. Marco Koch vom Filmforum Bremen bezeichnete das Original Brand of Shame ob seiner Kameraarbeit als „einen der schlechtfotografiertesten Filme aller Zeiten“ und attestierte den Schauspielern „mangelndes Talent“. Bezüglich der deutschen Synchronisation zeigte er sich weitgehend verständnislos und vermutete, „dass alle Sprecher unter dem Einfluss bewusstseinserweiternder Drogen standen“. Das Ox-Fanzine zählt Django Nudo zu den „wenigen wahren Heldentaten deutscher Synchronarbeit“ und bezeichnet das Original als „minderbemitteltes Machwerk“, die deutsche Fassung des Films hingegen als „komödiantisches Highlight“. Der Filmkritiker Christian Keßler moniert am Original die „schauerliche“ Bildregie und hält es für „wirklich unrettbar“.